# 馬爾庫斯·克勞狄烏斯·馬塞盧斯 (前51年執政官)
马库斯·克劳狄乌斯·马塞勒斯（英語：Marcus Claudius Marcellus；？—前45年），古罗马贵族头目，尤里乌斯·凯撒的死敌。公元前51年担任执政官时曾阴谋削去尤里乌斯·凯撒的兵权而未遂。罗马内战时期，他追随格奈乌斯·庞培，格奈乌斯·庞培死后他退出政坛，专攻修辞学。后为侍从杀死。